# Swash

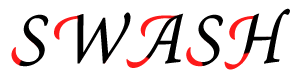
Swasherna eller slängarna är här märkta med röd färg.

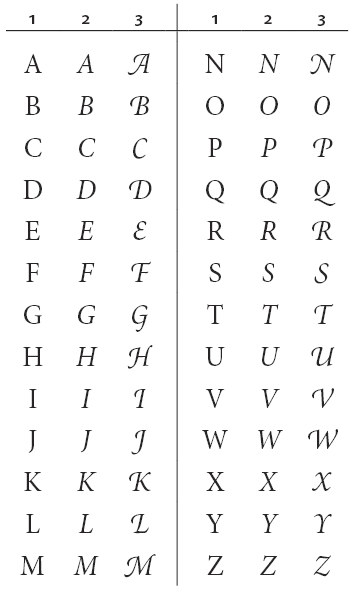
Minion Pro (21 pt) versala bokstäver i rak, kursiv och swash-stil. Lägg märke till att den kursiva varianten endast är lutade versaler, medan swash-varianten utgörs av en annan typ av tecken.

Swash eller släng är en benämning inom typografin, paleografin och kalligrafin för den extra, böljande linje, kurva, slinga etc. som finns hos vissa varianter av bokstäver (i regel versalerna) för att ytterligare försköna själva bokstavsformen. 
Inom typografin benämns dessa ornamenterade, alternativa bokstäver eller tecken (med swashes eller slängar) just swash-tecken.
Swash-tecken finns i regel att tillgå som en del av ett teckensnitts kursiva variant. Ibland benämns de versala swash-bokstäverna äkta kursiva eftersom många vanliga, kursiva versaler i de flesta teckensnitt endast är lutade versioner av de raka versalerna.
Slängar används också hos vissa avslutningsbokstäver i vissa teckensnitt.